# Бостандыкский сельский округ (Западно-Казахстанская область)
Бостандыкский сельский округ — административно-территориальное образование в Казталовском районе Западно-Казахстанской области.

## Административное устройство
1. село Бостандык
2. село Караколь